# 瓜达奥尔图纳
瓜达奥尔图纳，是西班牙安达卢西亚自治区格拉纳达省的一个市镇。总面积121平方公里，2001年普查人口總數為2265人，人口密度為每平方公里19人。